# Pierre Adrien Le Beau
 (septembre 2023).
Le contenu est difficilement compréhensible vu les erreurs de traduction, qui sont peut-être dues à l'utilisation d'un logiciel de traduction automatique.
Pierre Adrien Le Beau (né à Paris en 1744, ou en 1748, et mort dans la même ville vers 1817) est un graveur et un éditeur d'estampes français.

## Biographie
Les éléments biographiques relatifs à cet artiste demeurent à ce jour assez rares : à partir des gravures qu'il vendait directement en boutique, deux adresses parisiennes indiquant « chez Le Beau »  sont mentionnées. La première, rue Saint-Jacques, la maison de Mme Duchesne libraire, à l'enseigne Au Temple du Goût [1774] ; la seconde, rue du Fouarre, la maison de M. de Boivin [1775].
Il semble qu'il n'ait travaillé qu'à Paris, comme l'attestent les éditeurs dont il s'est servi, ou qui ont publié des livres contenant ses illustrations en taille réelle. Il a gravé deux portraits de la reine Marie-Antoinette, vue dans sa splendeur royale — l'un à la pleine figure et l'autre seulement le buste, de profil et dans un ovale. Ces deux portraits sont d'après les dessins de Pierre-Thomas Le Clerc (BNF). 
Il a gravé une centaine de portraits, en outre des scènes de genre et des modèles des robes. Il a travaillié aussi pour la maison d'édition Esnauts et Rapilly, sur la Galerie des modes et costumes français. Sa dernière gravure date de 1817.

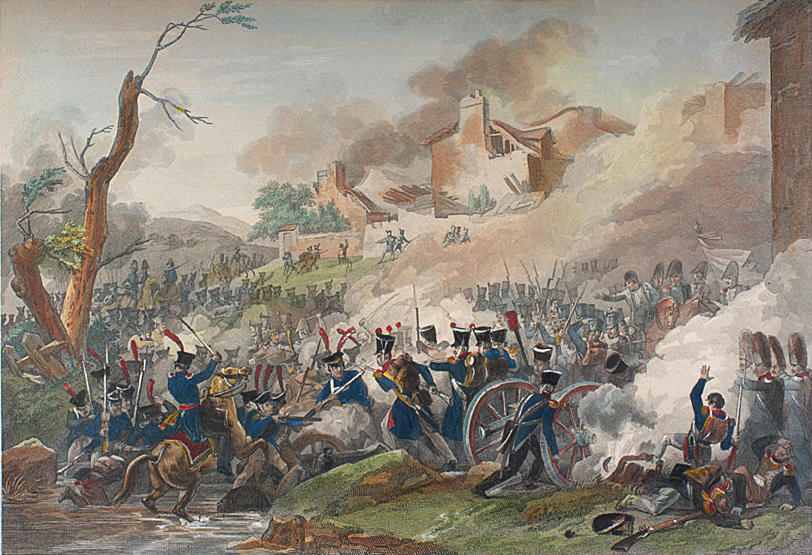
Pierre Adrien Le Beau, Bataille de Leipzig, 19 octobre 1813 (d'après un dessin de Thomas-Charles Naudet)

Il a réalisé des gravures pour illustrer la campagne d'Italie de Napoléon Ier, comme l'Entrée des Français dans Turin le 17 Frimaire An 7 (7 décembre 1798) et la Prise de la Ville de Venise le 3 Floréal An 5 (13 mai 1797). Suivant l'histoire de la France et le changement des intérêts de ses donneurs d'ordre et de ses acheteurs, il a représenté en gravure les faits saillants pendant la période du Consulat et du Premier Empire.

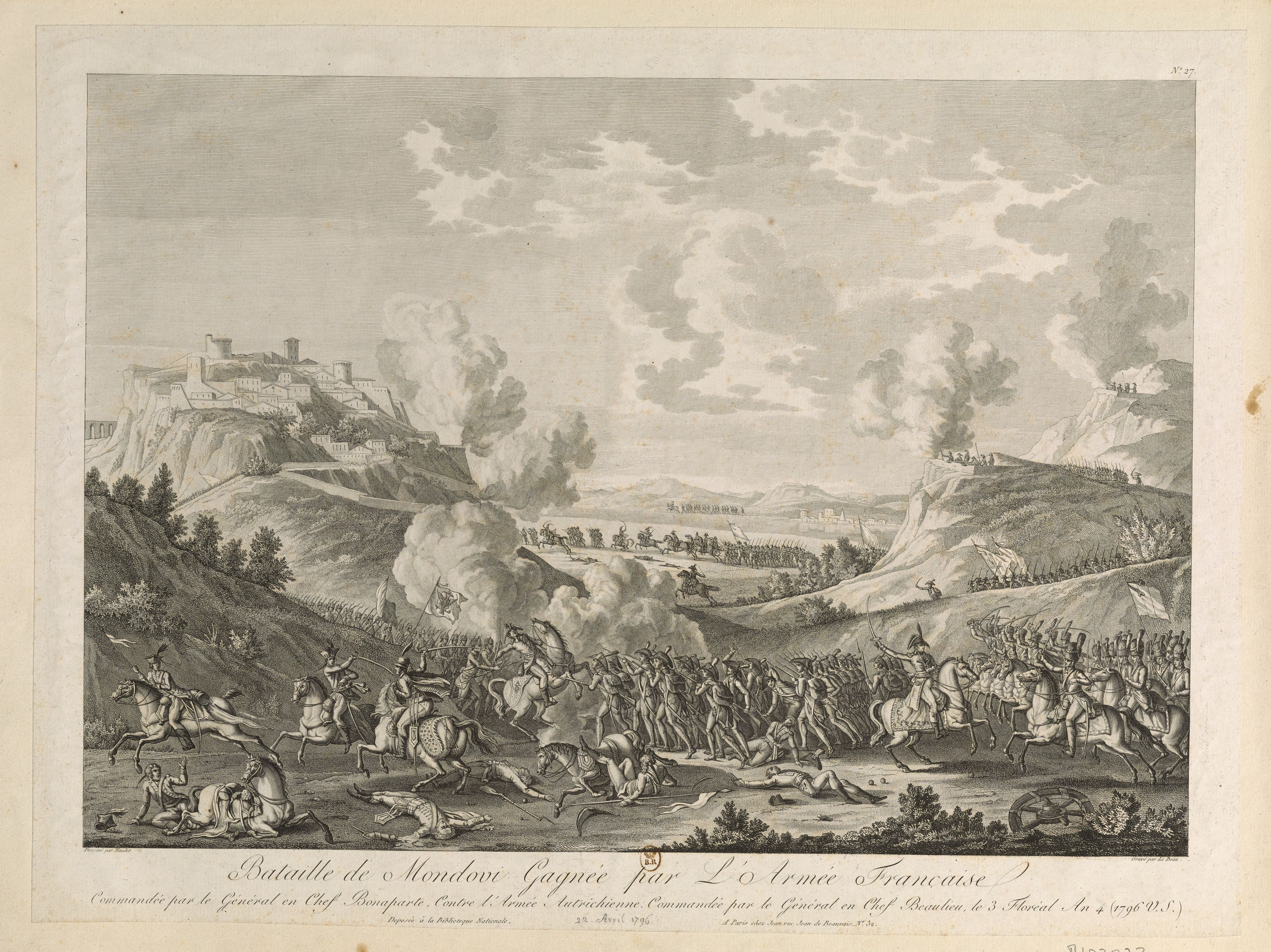
Bataille de Mondovì du 3 Floréal, année IV (1796), d'après un dessin de Thomas-Charles Naudet, (Bibliothèque nationale de France)

Parmi les personnalités dont il a fait le portrait : la Marquise de Pompadour (palais de Versailles) ; Louise Marie Adélaïde de Bourbon (d'après Le Clerc) ; Marie-Jeanne Bécu, comtesse du Barry (Bibliothèque nationale de France) ; Étienne de Montgolfier, coopérateur et inventeur de l'art aérostatique ; Bathilde d'Orléans, duchesse de Bourbon, 1774 ; Louis XVI, roy de France et de Navarre, à mi-corps ; Charles-Emmanuel IV de Sardaigne, prince de Piémont.
Pierre Adrien Le Beau a été fasciné aussi par ceux qui semblent posséder une double identité sexuelle, comme le chevalier Charles d'Éon de Beaumont, qui était célèbre pour son goût du travestissement : une énigme pour ses contemporains et pour la postérité. Il l'a représenté en vêtements féminins et en vêtements masculins.

## Œuvres

### Gravures en taille-douce pour illustrer des livres
Livres qui ont des planches gravées et qui, en partie, sont le fruit de la collaboration de Pierre Adrien Le Beau avec d'autres artistes — graveurs et dessinateurs.
- Claude-Joseph Dorat, Fables allégoriques ou philosophiques et Fables nouvelles, gravures de Jean-Charles Baquoy, Pierre Duflos le Jeune, Emmanuel De Ghendt, Yves-Marie Le Gouaz, Nicolas de Launay, Pierre Adrien Le Beau, Jacques Le Roy, Joseph de Longueil, Louis-Joseph Masquelier et François Denis Née d'après Clément-Pierre Marillier, chez Delalain, Paris, 1772 et 1773.
- Louis-Sébastien Mercier, Épître d'Héloïse et Abélard imitée d'Alexander Pope, frontispice, vignette et cul-de-lampe gravés par Pierre Adrien Le Beau et François Denis Née d'après Clément-Pierre Marillier, Paris, Veuve Duchesne, 1774.
- Claude-Joseph Dorat, Les victimes de l'amour, ou lettres de quelques amans célébres, précédées d'une piece sur la mélancolie, et suivies d'un poeme lyrique, Paris, chez Delalain, 1776.
- Fanny de Beauharnais, Mélandes de poésies fugitives et de prose sans conséquence, 2 volumes, 2 frontispices et 4 figures gravés par Emmanuel De Ghendt, François Godefroy, Pierre Adrien Le Beau, François Denis Née et Nicolas Ponce d'après Clément-Pierre Marillier, Delalain, Amsterdam et Paris, 1776.
- Claude-Joseph Dorat, Les prôneurs ou Le tartuffe littéraire, comédie en trois actes, en vers, planches, Paris, chez Delalain, 1777.
- Germain François Poullain de Saint-Foix, Œuvres, 6 volumes, frontispice et figure gravés par Louis Michel Halbou et Pierre Adrien Le Beau d'après Clément-Pierre Marillier, Veuve Duchesne, Paris, 1778.
- Alexander Pope, Œuvres complètes, 8 volumes, 17 figures gravées par Jean B. Dambrun, Pierre Duflos le Jeune, François Godefroy, Charles-Étienne Gaucher, Charles-François-Adrien Macret et Antoine-Louis Romanet, portrait dessiné par Clément-Pierre Marillier d'après Godfrey Kneller et gravé par Pierre Adrien Le Beau, Éditions de l'abbé Joseph de La Porte, 1779.
- Claude-Joseph Dorat, Mélanges de poésies fugitives et de prose sans conséquence, suivis de Volsidor et Zulménie, conte pour rire, gravures d'Emmanuel De Ghendt, François Godefroy, Pierre Adrien Le Beau et Nicolas Ponce d'après Clément-Pierre Marillier, chez Delalain, Paris, 1780.
- Alain-René Lesage, Œuvres choisies, 15 volumes, gravures de Borgnet, Jean B. Dambrun, Delignon, Rémi Delvaux, Nicolas de Launay, Pierre Adrien Le Beau, Joseph de Longueil d'après Clément-Pierre Marillier, chez Cuchet, rue et hôtel Serpente, Paris, 1783.
- Charles-Joseph de Mayer, Les aventures et plaisante éducation du courtois chevalier Charles le bon, Sire d'Armagnac, 3 volumes, figures gravées par Rémi Delvaux et Pierre Adrien Le Beau d'après Clément-Pierre Marillier, Paris, Amsterdam, 1785.
- Carlo Goldoni, Mémoires de M. Goldoni, pour servir a l'histoire de sa vie, et a celle de son théatre, portrait de Charles Goldoni, né a Venise en 1707, de Pierre Adrien Le Beau d'après un dessin de Charles-Nicolas Cochin, Paris, chez la veuve Duchesne, 1787.
- Nicolas-Joseph-Laurent Gilbert, Œuvres complètes, portrait, Paris, chez Le Jay, 1788.
- Anonyme, Sophie ou les mémoires d'une jeune religieuse, écrits par elle-même, adressés à la Princesse de L. et publiés par Madame G., figure gravée par Pierre Adrien Le Beau d'après Clément-Pierre Marillier, Paris, Belin, 1790.
- Alain-René Lesage, Œuvres choisies. Avec figures, tome 7º, Paris, de l'imprimerie de Leblanc, 1810.
- Antoine François Prévost, Œuvres choisies. Avec figures, Paris, chez Grabit, 1816.

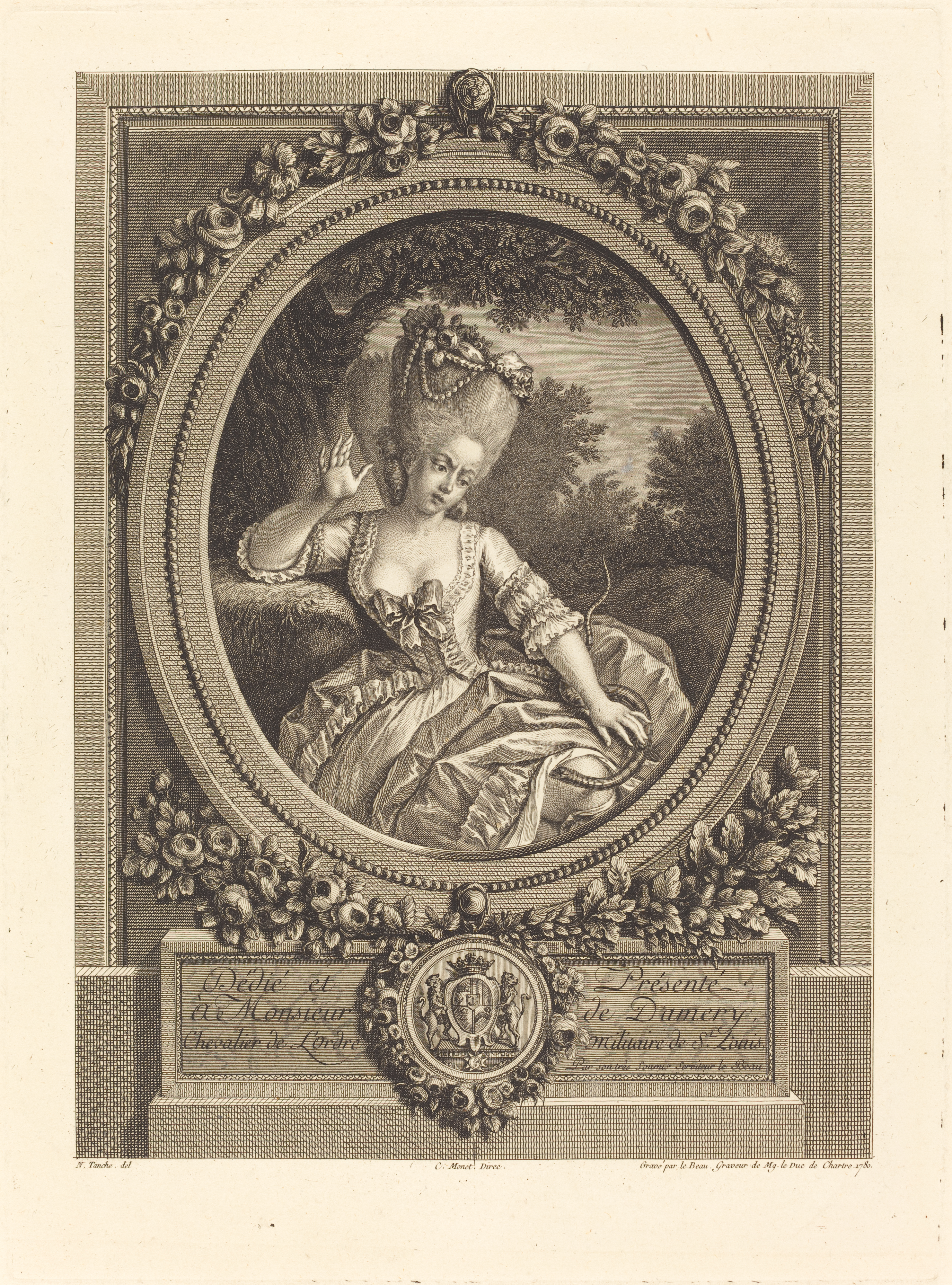
Pierre Adrien Le Beau d'après Nicolas Tanché, Le danger des bosquets, (National Gallery of Art)

### Gravures en série
- Les Fleurs du Printems, Les Dons de l'Eté, Les Fruits de l'Automne, Les Rigueurs de l'Hiver, d'après Jacques-Francois Chereau.
- Gallerie des Modes et du Costume Français-dessinés d'après nature : colorés avec le plus grand soin par Madame Le Beau, Paris, Esnauts et Rapilly, 1778-1787.
- Presentation du Serment du Clergé de Françe entre les mains du 1er. Consul Bonaparte (1802), Traité de Paix Signé à Amiens le 24 mars, An 10 (1802), Grand Trône élevé dans la Nef de l'Eglise de Notre-Dame de Paris (1804), Combat de Trafalgar livré par la Flotte Française, Commandé par l'Amiral Villeneuve le 21 octobre 1805, Entrevue de l'Empereur des Français et de l'Empereur d' Autriche (1805), Entrée Triomphante des François commandés par le Grand Duc de Berg, dans la Ville de Varsovie Capitale de la Pologne (1806) Confédération des Etats du Rhin le 25 juillet 1806, Grande Cérémonie du Mariage de Napoléon et Marie-Louise (1810).

## Expositions
- 1990 : L'Italia nella Rivoluzione 1789-1799, Bibliothèque nationale centrale de Rome, gravures[5].